# Pachycereus pringlei

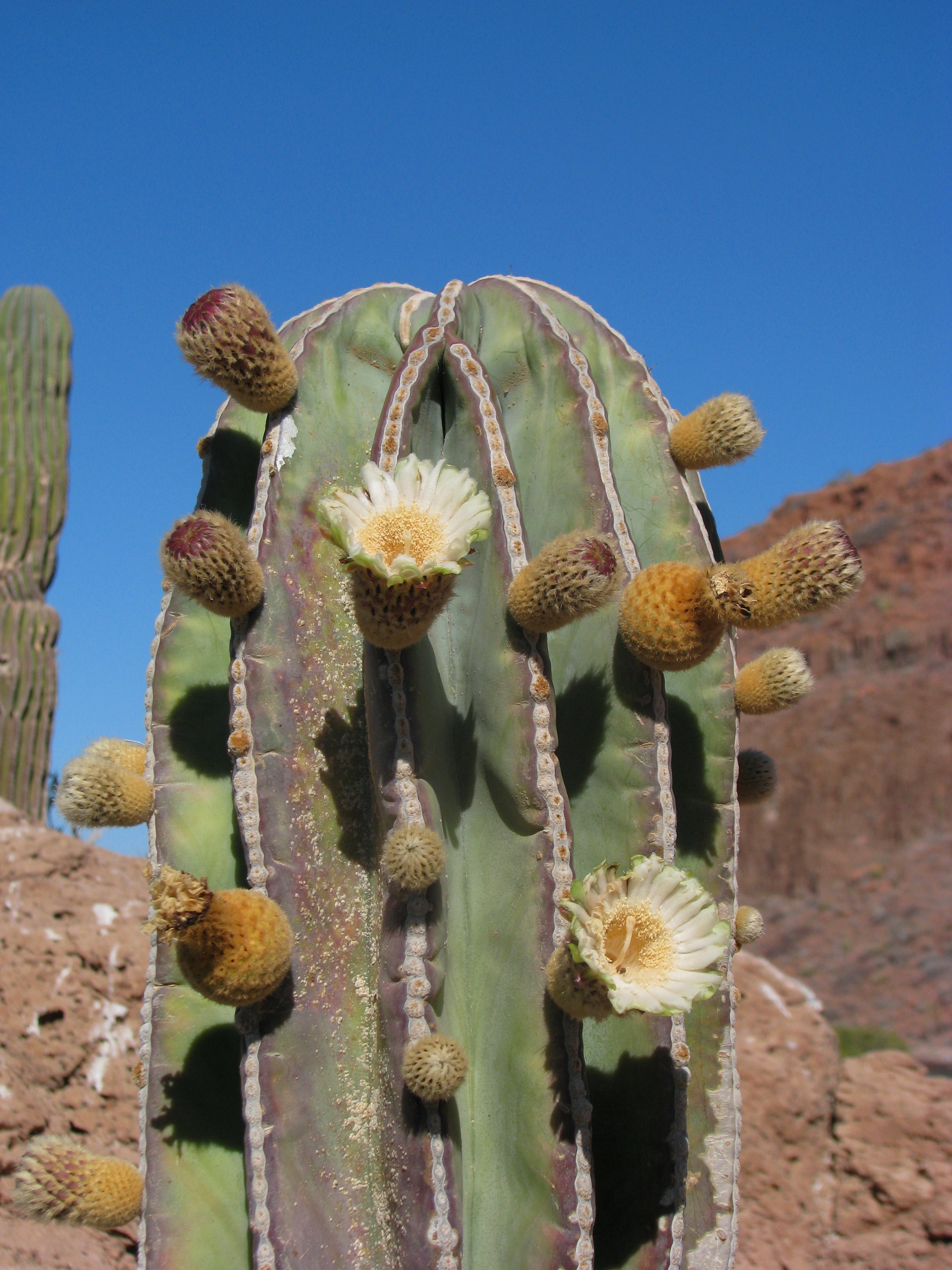
Blüten

Pachycereus pringlei ist eine Pflanzenart in der Gattung Pachycereus aus der Familie der Kakteengewächse (Cactaceae). Das Artepitheton pringlei ehrt den US-amerikanischen Cyrus Guernsey Pringle (1838–1911). Spanische Trivialnamen sind „Cardón“, „Cardón pelón“, „Sagueso“ und „Sahuaso“.

## Beschreibung
Es sind stammsukkulente baumartig wachsende Pflanzen, die meist Wuchshöhen von etwa 12 m erreichen. Vereinzelt erreichen Exemplare über 19 m Höhe und bilden damit die größten Kakteen. Ihre Stämme haben basisnah 50 bis 60 cm, bei sehr alten Pflanzen manchmal bis 1 Meter Durchmesser. Die auf geringer Stammhöhe angesetzten, bogig aufstrebenden Zweige sind etwa 20 bis 30 cm dick. Stämme und Zweige sind zehn- (meist etwa 13-) bis 17-rippig. Die auf den Rippen stehenden, braunen Areolen sind sehr groß. Bei erwachsenen Pflanzen sind sie an den Sprossenden durch Filzbänder verbunden. Sie tragen etwa 20 bis 30 Dornen, die undeutlich in Randdornen und ein bis drei Mitteldornen gliedert sind. Anfangs sind die Dornen etwa 2 bis 3 cm lang, weiß bis hellgrau mit schwarzen Spitzen, später dunkeln sie nach und werden schwarz. Im Laufe der Zeit nachgeschobene Dornen sind derber und bis 12 cm lang. In den nur schwach ausgeprägten und wenig auffälligen Cephalien fließen die Areolen zusammen und sind dornenlos.
Die von den Areolen der Cephalien gebildeten Blüten öffnen sich nachts und bleiben bis etwa zum Mittag des folgenden Tages geöffnet. Sie sind weiß, außen rötlich, trichterförmig bis glockig und bis 8 cm lang. An den natürlichen Standorten erscheinen sie im Frühling (März bis Juni).  Nach der Befruchtung entstehen kugelige bis schwach ovale, dicht filzig behaarte Früchte von bis 7 cm Durchmesser, die bei Reife längs und oft sternförmig aufreißen. Innerhalb der Früchte befinden sich bis zu 800 schwarze Samen in einem rosa bis roten, selten auch weißen Fruchtfleisch.

## Verbreitung
Die Art kommt in den mexikanischen Bundesstaaten Baja California und Baja California Sur im Landesinneren, in Sonora, Sinaloa und Nayarit in Meeresnähe sowie auf einigen vorgelagerten Inseln vor.

## Ökologie
Pachycereus pringlei ist eine der seltenen „dreihäusigen“ Arten, in der sowohl rein männliche, rein weibliche als auch (selbstkompatible) zwittrige Exemplare vorkommen.
Sowohl der wichtigste Bestäuber (Chiropterophilie) der Blüten als auch der wichtigste Verbreiter der Samen ist die in Mexiko überwinternde Blütenfledermaus (Leptonycteris curasoae). Kaktusart und Fledermausart sind unmittelbar aufeinander angewiesen.
In der Roten Liste gefährdeter Arten der IUCN wird die Art als „Least Concern (LC)“, d. h. als nicht gefährdet geführt.